# Nemrut Awrohum
Nemrut Awrohum, född 19 november 1994, är en svensk fotbollsspelare som spelar för Assyriska FF.

## Karriär
Awrohums moderklubb är Assyriska FF. Han flyttades upp i a-laget inför säsongen 2012. Under hösten 2015 var Awrohum utlånad till Södertälje FK, där han spelade sex matcher.
I februari 2016 värvades Awrohum av IF Brommapojkarna. I februari 2017 värvades han av Arameisk-Syrianska IF. I december 2018 återvände Awrohum till Assyriska FF.

## Karriärstatistik
| Klubb                 | Säsong             | Liga                      | Liga    | Liga | Svenska cupen | Svenska cupen | Totalt  | Totalt |
| Klubb                 | Säsong             | Division                  | Matcher | Mål  | Matcher       | Mål           | Matcher | Mål    |
| --------------------- | ------------------ | ------------------------- | ------- | ---- | ------------- | ------------- | ------- | ------ |
| Assyriska FF          | 2012               | Superettan                | 1       | 0    | 1             | 0             | 2       | 0      |
| Assyriska FF          | 2013               | Superettan                | 0       | 0    | 0             | 0             | 0       | 0      |
| Assyriska FF          | 2014               | Superettan                | 8       | 1    | 2             | 0             | 10      | 1      |
| Assyriska FF          | 2015               | Superettan                | 9       | 0    | 4             | 0             | 13      | 0      |
| Assyriska FF          | Totalt             | Totalt                    | 18      | 1    | 7             | 0             | 25      | 1      |
| Södertälje FK (lån)   | 2015               | Division 1 Norra          | 6       | 0    | 0             | 0             | 6       | 0      |
| IF Brommapojkarna     | 2016               | Division 1 Norra          | 13      | 1    | 4             | 0             | 17      | 1      |
| Arameisk-Syrianska IF | 2017               | Division 1 Norra          | 24      | 0    | 5             | 1             | 29      | 1      |
| Arameisk-Syrianska IF | 2018               | Division 1 Norra          | 22      | 1    | 1             | 0             | 23      | 1      |
| Arameisk-Syrianska IF | Totalt             | Totalt                    | 46      | 1    | 6             | 1             | 52      | 2      |
| Assyriska FF          | 2019               | Division 2 Södra Svealand | 22      | 1    | 0             | 0             | 22      | 1      |
| Assyriska FF          | 2020               | Division 2 Södra Svealand | 12      | 0    | 0             | 0             | 12      | 0      |
| Assyriska FF          | 2021               | Division 1 Norra          | 28      | 0    | 0             | 0             | 28      | 0      |
| Assyriska FF          | Totalt             | Totalt                    | 62      | 1    | 0             | 0             | 62      | 1      |
| Totalt i karriären    | Totalt i karriären | Totalt i karriären        | 145     | 4    | 17            | 1             | 162     | 5      |